# Kherson (tỉnh)
Tỉnh Kherson (tiếng Ukraina: Херсо́нська о́бласть, đã Latinh hoá: Khersónsʹka óblastʹ, IPA: [xerˈsɔnʲsʲkɐ ˈɔbɫɐsʲtʲ]), là một tỉnh (oblast) tại miền nam của Ukraina. Trung tâm hành chính là thành phố Kherson, nằm trên bờ tây của sông Dnepr (Dnipro). Diện tích của tỉnh là 28.461 km2 (4,71% lãnh thổ Ukraina) và dân số là 1.016.707 (ước tính 2021) Tỉnh được mệnh danh là 'vựa trái cây' của đất nước do nông sản của tỉnh được bán đi khắp nơi.
Tỉnh Kherson nằm trong Vùng đất thấp biển Đen. Về phía nam, tỉnh Kherson giáp với bán đảo Krym, biển Đen và biển Azov. Tỉnh có cảng hàng không, cảng sông và cảng biển. Khoảng cách từ Kherson đến Kyiv là 605 km theo đường bộ.
Sau khi Nga tấn công Ukraina năm 2022, đến cuối tháng 2 phần lớn tỉnh Kherson bị quân Nga chiếm đóng. Đến tháng 9 cùng năm, Nga tổ chức trưng cầu dân ý và sáp nhập tỉnh Kherson.

## Lịch sử
Trong thiên niên kỷ III-II TCN, hầu hết vùng thảo nguyên trong khu vực do các bộ lạc du mục chiếm giữ. Vào thế kỷ IX-I khu vực này bắt đầu có dân cư đông đúc hơn rất nhiều. Vào thế kỷ VI-III TCN, người Cimmeria bị đánh đuổi và một phần bị khuất phục trước bộ lạc du mục mới là người Scythia, nhóm này thành lập nhà nước của riêng họ.
Sau đó, vào thế kỷ thứ 9, với sự xuất hiện của nhà nước Kievan Rus', sông Dnepr trở thành một phần của tuyến mậu dịch giữa người Varangia và người Hy Lạp. Tuyến đường biển Đen được khai thông. Với nền tảng của chính thể Sich Zaporozhia, vùng hạ du sông Dnepr bắt đầu có người Cossack sinh sống, họ bảo vệ khu vực trước người Thổ-Tatar.
Ngày 13 tháng 3 năm 1944, Hồng quân Liên Xô giải phóng thành phố Kherson khỏi Đức Quốc Xã trong chiến dịch tấn công Bereznegovatoye–Snigirevka. Ngày 30 tháng 3 năm 1944, theo Nghị định của Đoàn Chủ tịch Xô Viết Tối cao Liên Xô  tỉnh Kherson đã được thành lập. Tỉnh này bao gồm thành phố Kherson và một số huyện tách ra từ tỉnh Mykolaiv, cũng như một số huyện tách ra từ tỉnh Zaporizhzhia của Cộng hòa Xã hội chủ nghĩa Xô viết Ukraina.
Trong trưng cầu dân ý độc lập Ukraina năm 1991, 90,13% số phiếu tại tỉnh Kherson ủng hộ Tuyên ngôn độc lập Ukraina. Một khảo sát của Viện Xã hội học Quốc tế Kyiv vào tháng 12 năm 2014 cho biết 90,9% cư dân trong tỉnh phản đối tỉnh của họ gia nhập Nga.
Sau khi Nga bắt đầu xâm chiếm vào ngày 24 tháng 2, thành phố Kherson và hầu hết địa bản tỉnh bị quân Nga chiếm đóng, người Nga cho thành lập chính quyền quân sự-dân sự tỉnh Kherson.
Ngày 23-27 tháng 9 năm 2022, Nga tổ chức trưng cầu dân ý tại các lãnh thổ mà họ chiếm đóng tại Ukraina, bao gồm tỉnh Kherson, về "độc lập và sau đó tham gia Liên bang Nga". Đến ngày 29, Nga công nhận tỉnh Kherson là một nhà nước độc lập. Đến ngày 30, Tổng thống Nga Vladimir Putin tuyên bố sáp nhập tỉnh Kherson và ba tỉnh khác của Ukraina, nhưng bị quốc tế đánh giá rộng rãi là bất hợp pháp.

## Địa lý
Tỉnh Kherson giáp tỉnh Dnipropetrovsk về phía bắc, biển Đen và bán đảo Krym về phía nam, tỉnh Mykolayiv về phía tây và biển Azov và tỉnh Zaporizhia về phía đông. Tỉnh Kherson cách bán đảo Krym qua eo đất Perekop và đầm phá Sivash. Sông Dnepr chảy qua tỉnh và bao gồm hồ chứa nước Kakhovka, sông đổ ra biển tại vùng cửa sông Dnepr-Bug.
Khu vực này nằm trong vùng thảo nguyên của đồng bằng Đông Âu ở vùng hạ lưu của sông Dnepr. Từ tây sang đông, lãnh thổ của tỉnh trải dài 258 km, từ nam lên bắc là gần 180 km. 19 sông chảy trên địa bàn của tỉnh, trong đó lớn nhất là: Dnepr-dài 178 km trong tỉnh, Inhulets-dài 180 km trong tỉnh. Điểm có độ cao lớn nhất trên mực nước biển là 101 m, gần làng Ushkalka, điểm thấp nhất là -0,4 m, trên bờ đầm phá Sivash. Bãi cát Oleshky rộng khoảng 1.600 km2tại tỉnh Kherson là sa mạc lớn nhất ở châu Âu. Phần phía bắc của mũi đất Arabat thuộc tỉnh Kherson, nhưng về mặt địa lý là một phần của bán đảo Krym.
Đất ở phía bắc của tỉnh Kherson chủ yếu là đất chernozem (đất đen) phương nam với lớp đất hoàng thổ bên dưới, chiếm 45% diện tích đất của tỉnh. Ở phía nam, chúng chuyển sang đất màu hạt dẻ và màu hạt dẻ sẫm, đôi khi xen kẽ với đầm lầy mặn. Các bờ biển của biển Đen và biển Azov có điểm đặc trưng là các đầm lầy và đất nhiễm mặn..
Trong số các loại khoáng sản tự nhiên trên địa bàn, có nguyên liệu xi măng, đất sét, đá vôi bùn, đá vôi, muối, than bùn, khí đốt.
Tỉnh Kherson có khí hậu ôn hòa lục địa khô. Nhiệt độ trung bình hàng năm: mùa hè 22,4 °C, mùa đông −2,1 °C. Nhiệt độ tối đa vào mùa hè là +40 °C, nhiệt độ tối thiểu vào mùa đông là −31,5 °C. Thời gian không có sương giá trung bình là 179 ngày mỗi năm. Lượng mưa trung bình hàng năm là từ 300 đến 420 mm. Tỉnh có gió mạnh, đôi khi xảy ra bão bụi ngay cả trong mùa đông .

## Hành chính
Chính quyền địa phương tự quản trong tỉnh là hội đồng tỉnh Kherson, quyền hành pháp thuộc về cơ quan hành chính nhà nước tỉnh. Người đứng đầu khu vực là chủ tịch cơ quan hành chính nhà nước tỉnh, do Tổng thống Ukraine bổ nhiệm.
Sau cải cách hành chính năm 2020, tỉnh Kherson có 49 hromada (9 đô thị, 17 khu định cư và 23 làng) và nhóm thành 5 huyện (Beryslav với diện tích 4.764 km² và dân số 99,1 nghìn người; Henichesk với diện tích 6.521,7 km² và dân số 122,4 nghìn người; Kakhovka với diện tích 6.289,7 km² và dân số 224,7 nghìn người; Skadovsk với diện tích 5.248,5 km² và dân số 127 nghìn người; Kherson với diện tích 3.649,9 km² và dân số của 464,4 nghìn người).
Trước cải cách hành chính năm 2020, tỉnh Kherson được chia thành 18 huyện và 3 thành phố trực thuộc là Kherson (thủ phủ), Nova Kakhovka và Kakhovka. Thành phố Kherson được chia thành 3 huyện đô thị. Thông tin trong bảng theo hiện trạng năm 2015.
| Tên gọi              | Tên tiếng Ukraina              | Diện tích (km2) | Dân số 2015 | Trung tâm hành chính | Dân số đô thị |
| -------------------- | ------------------------------ | --------------- | ----------- | -------------------- | ------------- |
| Kherson              | Херсон (місто)                 | 423             | 333.737     | Kherson              | 322.260       |
| Hola Prystan         | Гола Пристань (місто)          | 9               | 14.883      | Hola Prystan         | 14.568        |
| Nova Kakhovka        | Нова Каховкa (місто)           | 223             | 68.205      | Nova Kakhovka        | 62.128        |
| Kakhovka             | Каховкa (місто)                | 16              | 36.958      | Kakhovka             | 36.958        |
| Beryslav             | Бериславський (район)          | 1.721           | 48.025      | Beryslav             | 16.682        |
| Bilozerka            | Білозерський (район)           | 1.534           | 66.564      | Bilozerka            | 9.739         |
| Chaplynka            | Чаплинський (район)            | 1.722           | 35.219      | Chaplynka            | 12.638        |
| Henichesk            | Генічеський (район)            | 3.008           | 59.991      | Henichesk            | 33.748        |
| Hola Prystan         | Голопристанський (район)       | 3.411           | 45.827      | Hola Prystan         | 14.666        |
| Hornostaivka         | Горностаївський (район)        | 1.018           | 19.788      | Hornostaivka         | 6.681         |
| Ivanivka             | Іванівський (район)            | 1.120           | 13.995      | Ivanivka             | 4.560         |
| Kalanchak            | Каланчацький (район)           | 916             | 21.568      | Kalanchak            | 11.169        |
| Kakhovka             | Каховський (район)             | 1.450           | 35.968      | Kakhovka             |               |
| Novotroitske         | Новотроїцький (район)          | 2.298           | 35.921      | Novotroitske         | 14.979        |
| Novovorontsovka      | Нововоронцовський (район)      | 1.005           | 21.442      | Novovorontsovka      | 6.379         |
| Nyzhni Sirohozy      | Нижньосірогозький (район)      | 1.209           | 15.985      | Nyzhni Sirohozy      | 4.891         |
| Oleshky              | Олешківський (район)           | 1.759           | 71.888      | Oleshky              | 36.317        |
| Skadovsk             | Скадовський (район)            | 1.456           | 47.930      | Skadovsk             | 21.830        |
| Velyka Lepetykha     | Великолепетиський (район)      | 1.000           | 16.827      | Velyka Lepetykha     | 8.326         |
| Velyka Oleksandrivka | Великоолександрівський (район) | 1.540           | 25.948      | Velyka Oleksandrivka | 9.747         |
| Verkhniy Rohachyk    | Верхньорогачицький (район)     | 915             | 12.003      | Verkhniy Rohachyk    | 5.698         |
| Vysokopillia         | Високопільський (район)        | 701             | 15.121      | Vysokopillia         | 6.148         |

## Nhân khẩu
Dân số của tỉnh Kherson tính đến ngày 01 tháng 01 năm 2020 là 1.027.913 người, bao gồm dân số thành thị là 631.317 người, chiếm 61,4%, dân số nông thôn là 396.596 người, chiếm 38,6%.
Tỉnh Kherson là một trong những tỉnh ít dân cư nhất của Ukraina. Mật độ dân số của vùng năm 2013 là 37,9 người/km², bằng một nửa so với mức trung bình của Ukraina.
| Dân số thường trú tỉnh Kherson | Dân số thường trú tỉnh Kherson | Dân số thường trú tỉnh Kherson | Dân số thường trú tỉnh Kherson | Dân số thường trú tỉnh Kherson | Dân số thường trú tỉnh Kherson | Dân số thường trú tỉnh Kherson | Dân số thường trú tỉnh Kherson | Dân số thường trú tỉnh Kherson | Dân số thường trú tỉnh Kherson |
|                                |                                | 1926                           | 1939                           | 1941                           | 1944                           | 1959                           | 1970                           | 1979                           | 1989                           |
| ------------------------------ | ------------------------------ | ------------------------------ | ------------------------------ | ------------------------------ | ------------------------------ | ------------------------------ | ------------------------------ | ------------------------------ | ------------------------------ |
|                                |                                | 736.000                        | 743.000                        | 780.800                        | 502.800                        | 824.167                        | 1.029.988                      | 1.163.435                      | 1.236.970                      |
| 1990                           | 1991                           | 1992                           | 1993                           | 1994                           | 1995                           | 1996                           | 1997                           | 1998                           | 1999                           |
| 1.244.316                      | 1.252.444                      | 1.262.103                      | 1.271.641                      | 1.270.956                      | 1.262.119                      | 1.250.649                      | 1.238.034                      | 1.227.678                      | 1.215.806                      |
| 2000                           | 2001                           | 2002                           | 2003                           | 2004                           | 2005                           | 2006                           | 2007                           | 2008                           | 2009                           |
| 1.202.837                      | 1.187.119                      | 1.172.689                      | 1.159.940                      | 1.148.379                      | 1.136.751                      | 1.125.026                      | 1.115.639                      | 1.106.070                      | 1.097.768                      |
| 2010                           | 2011                           | 2012                           | 2013                           | 2014                           | 2015                           | 2016                           | 2017                           | 2018                           | 2019                           |
| 1.091.999                      | 1.086.805                      | 1.081.935                      | 1.076.800                      | 1.071.135                      | 1.066.444                      | 1.060.924                      | 1.054.217                      | 1.045.549                      | 1.036.208                      |
| 2020                           | 2021                           | 2022                           |                                |                                |                                |                                |                                |                                |                                |
| 1.026.481                      | 1.015.275                      | 1.000.500                      |                                |                                |                                |                                |                                |                                |                                |

Tỷ suất sinh, tử và gia tăng tự nhiên giai đoạn 1950–2020.
| Tỷ suất (trên 1000 người) | 1950 | 1960 | 1970 | 1990 | 2000 | 2010 | 2020 |
| ------------------------- | ---- | ---- | ---- | ---- | ---- | ---- | ---- |
| Sinh                      | 20,8 | 21,4 | 16,6 | 14,3 | 8,5  | 11,4 | 7,5  |
| Tử                        | 6,7  | 7,0  | 8,5  | 11,6 | 15,5 | 15,1 | 16,7 |
| Tăng tự nhiên             | 14,1 | 14,4 | 8,1  | 2,7  | -7,0 | -3,7 | -9,2 |

| Gia tăng dân số tự nhiên tỉnh Kherson năm 1950-2020           |                                                               |
| ------------------------------------------------------------- | ------------------------------------------------------------- |
| Biểu đồ hiện đang tạm thời không khả dụng do vấn đề kĩ thuật. |                                                               |
| Sinh; Tử                                                      |                                                               |
|                                                               | Biểu đồ hiện đang tạm thời không khả dụng do vấn đề kĩ thuật. |

Theo điều tra nhân khẩu năm 2001, 87,2% cư dân tỉnh Kherson sinh ra trên lãnh thổ của Ukraina (bao gồm CHXHCNXV Ukraina), 12,7% cư dân sinh ra trên lãnh thổ của các quốc gia khác (trong đó 8,4% sinh ra trên lãnh thổ của Nga), 0,1% dân số không cho biết nơi sinh. 66,9% cư dân sinh ra ở tỉnh Kherson, 20,3% sinh ra ở các tỉnh khác của Ukraina.
Số lượng cụ thể của cư dân tỉnh Kherson sinh ra ở các tỉnh khác nhau của Ukraina trong theo điều tra nhân khẩu năm 2001:
| Nơi sinh (tỉnh) | Số lượng | Tỷ lệ |
| Kherson         | 785033   | 66,9  |
| Mykolaiv        | 23685    | 2,0   |
| Vinnytsia       | 17453    | 1,5   |
| Khmelnytskyi    | 17372    | 1,5   |
| Krym            | 15763    | 1,3   |
| Donetsk         | 12417    | 1,1   |
| Dnipropetrovsk  | 12371    | 1,1   |
| Lviv            | 12233    | 1,0   |
| Zaporizhzhia    | 11190    | 1,0   |
| Zhytomyr        | 11180    | 1,0   |
| Odesa           | 11092    | 0,9   |
| Rivne           | 9875     | 0,8   |
| Kirovohrad      | 8816     | 0,8   |
| Ternopil        | 7731     | 0,7   |
| Chernihiv       | 7444     | 0,6   |
| Volyn           | 7398     | 0,6   |
| Sumy            | 6923     | 0,6   |
| Poltava         | 6619     | 0,6   |
| Cherkasy        | 6270     | 0,5   |
| Ivano-Frankivsk | 5870     | 0,5   |
| Tỉnh Kyiv       | 5793     | 0,5   |
| Luhansk         | 5656     | 0,5   |
| Kharkiv         | 4466     | 0,4   |
| Chernivtsi      | 3386     | 0,3   |
| Zakarpattia     | 3248     | 0,3   |
| Tp. Kyiv        | 1687     | 0,1   |
| Sevastopol      | 1171     | 0,1   |

### Dân tộc
Bảng thành phần dân tộc lịch sử của khu vực theo số liệu điều tra nhân khẩu, %
|         | 1959 | 1970 | 1989 | 2001 |
| ------- | ---- | ---- | ---- | ---- |
| Ukraina | 81,1 | 78,3 | 75,7 | 82,0 |
| Nga     | 15,6 | 18,1 | 20,2 | 14,1 |
| Belarus | 0,8  | 1,0  | 1,0  | 0,7  |
| Do Thái | 1,3  | 1,0  | 0,6  | 0,1  |
| Khác    | 1,2  | 1,6  | 2,5  | 3,1  |

Thành phần dân tộc tỉnh Kherson năm 2001
| Số | Dân tộc    | Số lượng  | Tỷ lệ   |
| -- | ---------- | --------- | ------- |
| 1  | Ukraina    | 961.584   | 82,00 % |
| 2  | Nga        | 165.211   | 14,09 % |
| 3  | Belarus    | 8.186     | 0,70 %  |
| 4  | Tatar      | 5.353     | 0,46 %  |
| 5  | Armenia    | 4.548     | 0,39 %  |
| 6  | Moldova    | 4.179     | 0,36 %  |
| 7  | Thổ Nhĩ Kỳ | 3.736     | 0,32 %  |
| 8  | Tatar Krym | 2.072     | 0,18 %  |
| 9  | Digan      | 1.752     | 0,15 %  |
| 10 | Do Thái    | 1.732     | 0,15 %  |
| 11 | Khác       | 14.336    | 1,22 %  |
|    | Tổng       | 1.172.689 | 100 %   |

### Ngôn ngữ
Ngôn ngữ mẹ đẻ của cư dân tỉnh Kherson theo kết quả điều tra nhân khẩu, %
|         | 1959 | 1970 | 1989 | 2001 |
| ------- | ---- | ---- | ---- | ---- |
| Ukraina | 75,7 | 72,5 | 67,7 | 73,2 |
| Nga     | 22,8 | 26,3 | 30,4 | 24,9 |
| Khác    | 1,5  | 1,2  | 1,9  | 1,8  |

Ngôn ngữ mẹ đẻ của cư dân các huyện trong tỉnh Kherson theo điều tra nhân khẩu năm 2001, %
|                      | Ukraina | Nga  | Armenia | Tatar Krym | Moldova | Di-gan |
| -------------------- | ------- | ---- | ------- | ---------- | ------- | ------ |
| Toàn tỉnh            | 73,2    | 24,9 | 0,3     | 0,1        | 0,2     | 0,1    |
| Kherson              | 56,2    | 42,5 | 0,2     | 0,0        | 0,1     | 0,1    |
| Kakhovka             | 73,9    | 25,3 | 0,1     | -          | 0,1     | 0,2    |
| Nova Kakhovka        | 58,8    | 40,3 | 0,2     | -          | 0,1     | 0,0    |
| Bilozerka            | 87,8    | 10,6 | 0,3     | -          | 0,3     | 0,1    |
| Beryslav             | 89,9    | 9,0  | 0,3     | -          | 0,2     | 0,0    |
| Velyka Oleksandrivka | 94,5    | 4,3  | 0,2     | -          | 0,5     | 0,0    |
| Velyka Lepetykha     | 90,7    | 8,5  | 0,2     | -          | 0,1     | 0,2    |
| Verkhniy Rohachyk    | 93,4    | 5,7  | 0,6     | -          | 0,1     | -      |
| Vysokopillia         | 94,3    | 4,9  | 0,1     | -          | 0,4     | 0,0    |
| Henichesk            | 46,0    | 45,0 | 0,4     | 1,1‒7,0%   | 0,1     | 0,1    |
| Hola Prystan         | 86,6    | 11,9 | 0,6     | -          | 0,2     | 0,1    |
| Hornostaivka         | 94,0    | 4,7  | 0,1     | -          | 0,2     | 0,0    |
| Ivanivka             | 90,2    | 7,1  | 0,6     | 0,0        | 0,4     | 0,1    |
| Kalanchak            | 88,8    | 9,6  | 0,2     | -          | 0,1     | 0,0    |
| Kakhovka             | 88,1    | 11,0 | 0,1     | -          | 0,2     | 0,3    |
| Nyzhni Sirohozy      | 80,3    | 17,5 | 0,0     | -          | 0,4     | 0,0    |
| Novovorontsovka      | 95,6    | 3,8  | 0,1     | -          | 0,2     | 0,0    |
| Novotroitske         | 87,2    | 10,7 | 0,3     | 0,0        | 0,2     | 0,3    |
| Skadovsk             | 80,6    | 17,7 | 0,6     | 0,0        | 0,3     | 0,0    |
| Tsiurupynsk РАЙОН    | 82,1    | 16,7 | 0,4     | -          | 0,1     | 0,1    |
| Chaplynka            | 83,8    | 8,9  | 0,3     | 0,0        | 0,4     | 0,1    |

Theo điều tra nhân khẩu toàn quốc Ukraina năm 2001, 93,44% cư dân tỉnh Kherson cho biết thông thạo tiếng Ukraina, và 73,26% cho biết thông thạo tiếng Nga. 96,73% cư dân tỉnh Kherson cho biết họ thông thạo ngôn ngữ của dân tộc mình.
Mức độ thông thạo ngôn ngữ của các dân tộc trong tỉnh Kherson theo điều tra nhân khẩu năm 2001.
| Dân tộc          | Tiếng dân tộc mình | Tiếng Ukraina | Tiếng Nga |
| ---------------- | ------------------ | ------------- | --------- |
| Người Ukraina    | 98,19%             |               | 68,74%    |
| Người Nga        | 98,04%             | 72,05%        |           |
| Người Belarus    | 35,90%             | 75,45%        | 83,14%    |
| Người Tatar      | 78,68%             | 51,34%        | 87,91%    |
| Người Armenia    | 76,54%             | 58,22%        | 80,21%    |
| Người Moldova    | 59,13%             | 80,38%        | 69,32%    |
| Người Thổ Nhĩ Kỳ | 97,89%             | 62,82%        | 60,49%    |
| Người Tatar Krym | 38,71%             | 42,28%        | 90,40%    |
| Người Digan      | 66,32%             | 83,33%        | 47,55%    |
| Người Do Thái    | 7,51%              | 81,87%        | 97,00%    |
| Người Ba Lan     | 13,78%             | 91,57%        | 76,06%    |
| Người Đức        | 22,47%             | 71,22%        | 91,85%    |
| Người Azerbaijan | 59,61%             | 53,83%        | 82,50%    |
| Người Triều Tiên | 29,69%             | 50,36%        | 92,82%    |
| Người Bulgaria   | 42,69%             | 75,77%        | 90,96%    |
| Người Gruzia     | 62,01%             | 57,77%        | 88,70%    |

## Kinh tế
Tỉnh Kherson có tiềm năng đáng kể để phát triển sản xuất nông nghiệp, diện tích đất nông nghiệp rộng lớn với đất đai màu mỡ (1.968,4 nghìn ha, trong đó có 1.770 nghìn ha đất canh tác) và đón nhận một lượng nhiệt mặt trời hữu hiệu đáng kể. Điều này tạo ra những tiền đề tự nhiên cần thiết để sản xuất ra một khối lượng đáng kể các sản phẩm cây trồng và vật nuôi. Tỉnh Kherson là vùng quan trọng để trồng các loại ngũ cốc chất lượng cao như lúa mì vụ đông, ngô, gạo và hướng dương. Khu vực này có diện tích đáng kể đất được tưới tiêu, cho phép trồng rau, bầu bí và nho.
Tỉnh Kherson sở hữu một ngành công nghiệp chế biến phát triển, giúp ích cho việc chế biến các nông sản được sản xuất trực tiếp trong khu vực, do đó giảm chi phí vận chuyển và ngăn chặn dòng chảy thu nhập sang các khu vực khác.
Tỉnh Kherson có vị trí địa lý thuận lợi, tương đối gần với các thị trường quan trọng của các nước SNG và Trung Đông, cho phép tỉnh Kherson xuất khẩu khối lượng nông sản đáng kể. Về tiềm năng, vùng có khả năng trồng hàng năm ít nhất 2 triệu tấn lương thực, 1 triệu tấn rau các loại, 35 nghìn tấn gạo, 100 nghìn tấn quả, 50 nghìn tấn nho và nhiều sản phẩm khác.
Trên địa bàn tỉnh Kherson có các xa lộ M-14, E-58, E-97 và E-105. Có các tuyến đường sắt ở vùng Kherson, chúng thuộc sở hữu của công ty nhà nước "Ukrzaliznytsia" và liên quan đến công ty con Đường sắt Odesa, cũng như nhánh Krym của công ty con Đường sắt Prydniprovska. Các huyết mạch đường thủy nội địa của tỉnh là sông Dnepr và sông Inhulets. Các cảng ven biển Đen là Kherson và Skadovsk. Sân bay Quốc tế Kherson nằm cách xa lộ M-14 trong 3 km thuộc Chernobaevka. Sân bay có đường băng dài 2500 m và tổ hợp nhà ga hàng không hiện đại. Ngoài ra, còn có sân bay Skadovsk nằm ở thành phố Skadovsk.